# José Lana
José María Lana Fernández (Mieres, Asturias, 1 de febrero de 1975) es un entrenador de fútbol español. Actualmente dirige a la selección de Siria.

## Trayectoria
Nacido en Mieres, Lana se graduó de Licenciado en Educación Física en la Universidad de León y empezó a trabajar en el Caudal Deportivo a partir de 1999 donde fue asistente técnico y encargado de la cantera.En 2007, se trasladó al Pájara Playas de Jandía para ejercer como preparador físico durante tres temporadas.
Luego de un retorno a Caudal, trabajó en Canadá en diversos períodos con el Chinooks SC y el Calgary West SC.Más tarde, ofició de preparador físico en el Burgos CF y Racing de Santander. A partir del 2018, con la llegada de Francis Hernández a la Real Federación Española de Fútbol, quedó encargado como analista táctico en todas las selecciones.Además, formó parte del cuerpo técnico que obtuvo la Eurocopa sub-21 de 2019 y la medalla de plata en los Juegos Olímpicos de Tokio 2020.
En febrero de 2022, asumió como entrenador de la selección sub-15 y sub-16 de España.Luego de los ascensos de Luis de la Fuente y Santi Denia, fue designado a cargo de la selección sub-19 en enero de 2023 y meses más tarde de la sub-17.El 28 de julio de 2024, conquistó la Eurocopa sub-19 después de vencer a Francia por 2-0 en la final.
El 22 de agosto de 2024, dejó su cargo en el seleccionado español para asumir como entrenador de la selección de Siria.

## Clubes

### Como entrenador
| Club                       | País   | Año           |
| -------------------------- | ------ | ------------- |
| Selección sub-15 de España | España | 2022-2023     |
| Selección sub-16 de España | España | 2022-2023     |
| Selección sub-19 de España | España | 2023-2024     |
| Selección sub-17 de España | España | 2023-2024     |
| Selección de Siria         | Siria  | 2024-presente |

## Palmarés

### Como entrenador

#### Campeonatos nacionales
| Título          | Club/Selección             | País   | Año  |
| --------------- | -------------------------- | ------ | ---- |
| Eurocopa sub-19 | Selección sub-19 de España | España | 2024 |